# Setaphis jocquei
Setaphis jocquei är en spindelart som beskrevs av Norman I. Platnick och Murphy 1996. Setaphis jocquei ingår i släktet Setaphis och familjen plattbuksspindlar.
Artens utbredningsområde är Elfenbenskusten. Inga underarter finns listade i Catalogue of Life.